# Laser a ioni di kripton
Il laser a ioni di kripton è un laser a ioni il cui mezzo attivo è costituito da ioni di kripton.
Le linee di emissione di un laser a ioni di kripton sono comprese nell'intervallo tra 337 e 859 nm.